# Isabelle Gosar
Isabelle Gosar (* 15. März 1995) ist eine US-amerikanische Beachhandballspielerin, die auf der Position der Verteidigerin Nationalspielerin ihres Landes ist.

## Sportlicher Werdegang
Isabelle Gosar gehört seit 2022 zum Kader der US-Nationalmannschaft im Beachhandball. Bei den Nor.Ca. Beach Handball Championships 2022 in Acapulco erreichten die USA wie schon 2019 das Finale gegen Mexiko, unterlag mit ihrer Mannschaft den Nachbarinnen aus dem Süden aber vor deren Heimpublikum. Die Qualifikation zu den Weltmeisterschaften 2022 in Iraklio auf Kreta gelang indes ohne größere Probleme. In Griechenland zogen die USA dank eines Sieges über Vietnam nach der Vorrunde in die Hauptrunde ein, wo allerdings alle weiteren Spiele verloren wurden und die USA somit die Qualifikation für das Viertelfinale verpassten. Nach einer Niederlage gegen Ungarn und einem Sieg über Australien spielte Gosar mit der US-Mannschaft zum Abschluss erneut gegen Vietnam um den 13. Platz, unterlag dieses Mal aber im Shootout. Für die World Games in Birmingham (Alabama) war die US-Mannschaft als Gastgeber automatisch qualifiziert. Auch dieses Turnier wurde noch von der Pandemie überschattet, von den acht qualifizierten Teams konnten Dänemark und Vietnam nicht antreten. Durch Siege über Australien und Mexiko konnten sich die Spielerinnen der Vereinigten Staaten in der Jeder-gegen-Jeden-Vorrunde als Tabellenvierte für das Halbfinale qualifizieren. Dort erwiesen sich aber die amtierenden Weltmeisterinnen aus Deutschland ebenso als zu stark wie die Mannschaft Argentiniens im Spiel um die Bronzemedaille. Gosar bestritt alle sieben möglichen Spiele. Mit sechs Steals war sie in dieser Wertung hinter Lucie-Marie Kretzschmar zweitbeste Spielerin des Turniers.

## Erfolge
| World Games - 2022: 4. Weltmeisterschaften - 2022: 14. Nordamerika- und Karibikmeisterschaften - 2022: 2. |

## Belege und Anmerkungen
1. ↑  2022 NACHC Beach Handball Championship Match & Streaming Info - Updated Results. In: teamusa.org. USA Team Handball, 25. April 2022, abgerufen am 27. Januar 2023 (englisch).
2. ↑  IHF | USA men and Mexico women celebrate continental beach handball titles. Abgerufen am 12. August 2022.
3. ↑  IHF | USA's 'Self' promotion on the sand. Abgerufen am 12. August 2022.
4. ↑  IHF | Debutants USA storm into last four on home sand in Birmingham. Abgerufen am 12. August 2022.
5. ↑  Steve Irvine | 07.16.22: U.S. Beach Handball teams fail to medal but make progress in World… Abgerufen am 12. August 2022 (amerikanisches Englisch).

| Personendaten    | Personendaten                           |
| ---------------- | --------------------------------------- |
| NAME             | Gosar, Isabelle                         |
| KURZBESCHREIBUNG | US-amerikanische Beachhandballspielerin |
| GEBURTSDATUM     | 15. März 1995                           |